# Pokoli szomszédok (videójáték)
A Pokoli szomszédok (Neighbours from Hell), vagy más néven Pokoli szomszédok: Édes a bosszú íze (Neighbours from Hell: Revenge is a Sweet Game), egy stratégiai videójáték, amit Microsoft Windows-ra, Nintendo GameCube-ra, Xbox-ra, Nintendo DS-re, iOS-re és Androidra adtak ki. Az Egyesült Államokban 2003. szeptember 23-án, Európában Windowsra 2003. június 20-án jelent meg Windows platformra. Androidon és iOS-en 2017. május 25-én vált elérhetővé. 2020. október 8-án viszont megérkezett Nintendo Switch, Playstation 4 és Xbox One konzolokra (de mellette Windows-ra, Steam-re) is.

## Játékmenet
A játékban karakterünkkel a szomszéd házában kell lopakodva elrejtenünk csapdákat és egyéb más trükköket bevetve az őrületbe kergetni a gyanútlan lakót. A játékos egy új TV-show sztárjaként lép fel. Különböző módon mérgesíthetjük fel a ház lakóját: elfűrészelhetjük karosszékét, "elejthetjük" a banánhéjat a padlón, szappannal síkossá varázsolhatjuk a fürdőszoba padlócsempéjét, vagy akár egy filctollal elcsúfíthatjuk a festményeket. A játék célja, hogy a szomszéd minél dühösebb legyen. Ennek nagyságát a játékban elhelyezett hőmérő mutatja és nagysága szerint kapjuk a jutalmakat és a nézettségi minősítést. Ha 90 és 100%-on belül teljesítünk, aranykupát kapunk jutalmul.
Vannak azonban karakterünket akadályozó "tényezők" is: maga a szomszéd, annak kutyája és papagája, aki Chili névre hallgat. Ha megérzik a betolakodó jelenlétét, azonnal jelzik.

## Szereplők
- Woody – A játék főhőse.
- Mr. Rottweiler – Woody szomszédja, akit az őrületbe kell kergetni.
- Chili – Mr. Rottweiler papagája.
- Guard Dog – Mr. Rottweiler kutyája.
- Joe – A műsor rendezője, a játék forgatáspróbáin ad hasznos tanácsokat.

## Folytatás
2004-ben a JoWood kiadta a játék második részét Pokoli szomszédok 2: Vakáción címen. Ebben a részben a ház helyett a világ különböző tájain törhetünk borsot a szomszéd orra alá. Azonban, ezúttal óvatosabbnak kell lennünk, ugyanis a szomszéd mamája is a nyaralásra tart.

## Konzolos változatok
A PC verzió kiadását követően Nintendo GameCube-ra és Microsoft Xbox-ra is kijött a játék, amiből mindkettő 2005. március 4-én jelent meg. Öt nyelven létezik: angol, német, francia, spanyol és olasz. Mindkét változatban az első és a második rész összes (egy-kettőt leszámítva) epizódját tartalmazza, vegyesen, szétszórtan váltakozva. A konzolos verzióban számos jelentős változások mentek végbe a PC-s verzióhoz képest, melyekből itt is van egy pár lényeges:
- 24 játszható epizód (+2 bónusz)
- a szomszéd papagáját (Chili) felváltja a szomszéd édesanyja pár házban játszódó epizódban
- két házas epizódban este van
- új fajta és módosított csínyek (hiányzó is van)
- négy fajta játék mód
- új „rulett-szerű” mini-játék
- időzített csínyek
- elmenekülés a szomszéd és/vagy az anyja elől
- ha a szomszéd szalad megnézni, hogy mi történt (pl. azért, mert elszúrtuk a mini-játékot), a pálya minden zegét-zugát átvizslatja
- új fajta álcázós stílusú, szűkebb méretű búvóhelyek, ahol egyensúlyozással maradhatunk a szomszéd elől való bújkálás esetén
- Woody átlósan is közlekedik/oson
- ha sokáig várunk, Woody-nak nincs unatkozós animációja
- egy fajta zene az összes házas epizódban

Később, 2009. június 30-án megjelent a Nintendo DS változat Neighbours From Hell DS néven. Ez a Pokoli szomszédok 2 epizódjait tartalmazza, melyben szintén létezik hiányzó csíny memóriakorlát miatt). A játék indítása után azonnal a nyelvválasztó-képernyő fogad minket, ahol öt nyelv közül lehet választani: angol, német, francia, olasz és spanyol.
2020. október 8-án megjelent a játék felújított, „újratöltött” (remastered) változata Neighbours back from Hell néven Nintendo Switch, Playstation 4 és Xbox One konzolokra (mellette PC-re és Steam-re is). Ez a feldolgozás full HD grafikákat, gazdagabb és kifinomultabb animációkat, valamint megduplázott képfrissítési rátát tartalmaz. Ezen verzió több, többek között magyar nyelven is elérhető.

## Érdekességek
- a játéknak (és folytatásának is) terveztek Playstation 2 kiadást, de ismeretlen okokból ez nem készült el
- a készítők a GameCube változatnak szenteltek egy US (egyesült államokbeli) verziót, de végül ez sohasem készült el
- habár Chili, a szomszéd papagája nincs benne a GameCube és Xbox kiadásokban, a skicceket tartalmazó menüponton (Sketches) belül mégis megtalálható a róla készült végleges rajz és vázlatok
- a "Kite" epizód felépítése (a GameCube, az Xbox, a Nintendo DS verziókban) hasonlít a Pokoli szomszédok 2 PC demó verziójában látott "On a dirty mission" epizódéra számos módosítással
- a Pokoli szomszédok PC verziójának létezik demó verziója
- a Neighbours back from Hell a Pokoli szomszédok GameCube és Xbox változatának csonkítottabb verziója egyes hiányzó elemek szemszögéből